# 竹内克
竹内 克（たけうち かつ、1973年1月12日 - ）は、日本のラグビー指導者。元ラグビー選手。三重県出身。

## 来歴
ラグビーは高校から始めた。
松阪高校卒業後、ニュージーランドへ渡って10年間ノーストン・ユナイテッドPFCでプレーした。
1999年、New Zealand Institute of Sport (NZIS)に入社。2009年、ニュージーランドラグビーリンクス社を設立。
その後、ウェリントン・ウエスト・ロースターズ・U18日本代表などのコーチを経て、2016年、U20日本代表のバックスコーチに就任。
2018年、NTTドコモレッドハリケーンズのアシスタントコーチに就任。

## 著作
- ニュージーランドラグビーが教えてくれた「人間力」の高め方 （ベースボール・マガジン社、2019年2月）ISBN 978-4583112091